# Перве
Перве (валлон. Perwé; нід. Perwijs) — муніципалітет Валлонії, розташований у бельгійській провінції Валлонський Брабант. На 1 січня 2006 року в муніципалітеті проживало 7487 жителів. Загальна площа 50,81 км², що дає щільність населення 147 жителів на км².
Муніципалітет складається з таких районів: Малевес-Сент-Марі-Вастін, Орбе, Торембе-ле-Бегін і Торембе-Сен-Трон.

## Посилання

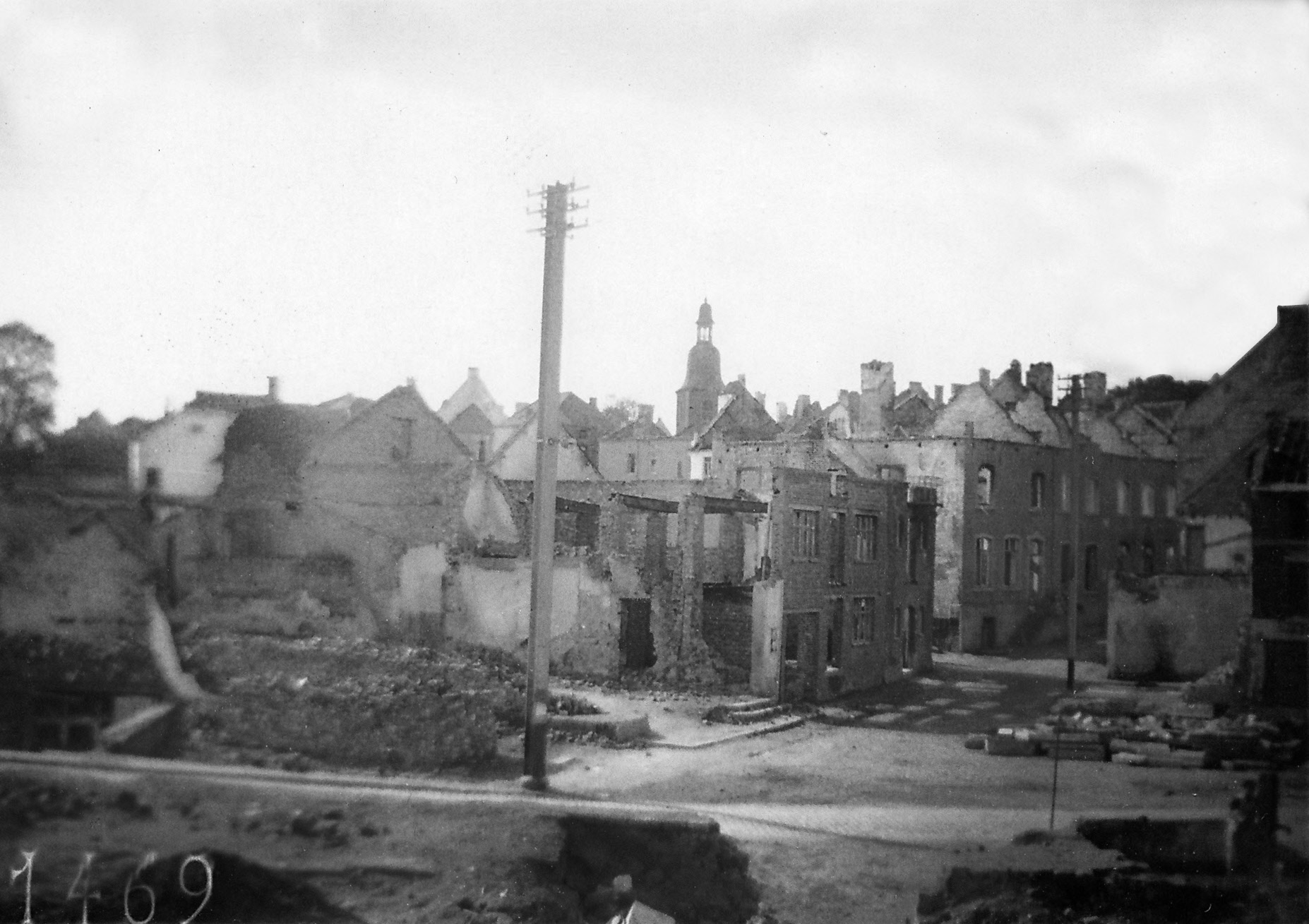
Руйнування, завдані місту Перве (Бельгія) бомбардуванням 13 травня 1940 року.